# Belgique aux Jeux olympiques d'été de 2016
La Belgique participe aux Jeux olympiques d'été de 2016 à Rio de Janeiro au Brésil qui se déroulent du 5 août au 21 août 2016. Il s'agit de sa 26e participation à des Jeux olympiques d'été. La Belgique remporte 6 médailles dont deux d'or. Il s'agit d'un bilan très positif pour la Belgique, son meilleur depuis 1996. En effet, plusieurs athlètes prometteurs se dévoilent dont Nafissatou Thiam future championne du monde de sa discipline, et de nombreux top 8 sont accomplis dont six 4e place et ce malgré les échecs de plusieurs sportifs considérés comme favoris dans leur discipline, donnant des ambitions pour l'avenir.

## Abréviations
Les abréviations suivantes sont utilisées dans les différents tableaux ci-dessous : 
N/A : Non applicable
NQ : Athlète non qualifié pour l'épreuve
DNS (Did Not Start) : L'athlète n'a pas commencé l'épreuve
DNF (Did Not Finish) : L'athlète n'a pas terminé l'épreuve
D'autres abréviations plus spécifiques sont éventuellement utilisées, une légende est alors disponible.

## Médaillés

### Médailles d'or
| Sport              | Discipline      | Athlète(s)        | Performance    | Date        |
| Médailles d'or : 2 |                 |                   |                |             |
| Athlétisme         | Heptathlon      | Nafissatou Thiam  | 6 810 pts (RN) | 13 août     |
| Cyclisme sur route | Course en ligne | Greg Van Avermaet | 6 h 10 min 5 s | 6 août 2016 |

### Médailles d'argent
| Sport                  | Discipline            | Athlète(s) | Performance | Date    |
| Médailles d'argent : 2 |                       | |             |         |
| Hockey sur gazon       | Tournoi masculin      | Arthur Van Doren John-John Dohmen Florent Van Aubel Sébastien Dockier Cédric Charlier Gauthier Boccard Emmanuel Stockbroekx Thomas Briels Felix Denayer Vincent Vanasch Simon Gougnard Loick Luypaert Tom Boon Jérôme Truyens Elliot Van Strydonck Tanguy Cosyns | 2-4         | 18 août |
| Natation               | 100 mètres nage libre | Pieter Timmers | 47 s 80     | 10 août |

### Médaille de bronze
| Sport                   | Discipline            | Athlète(s)       | Performance                    | Date    |
| Médailles de bronze : 2 |                       |                  |                                |         |
| Cyclisme sur piste      | Omnium féminin        | Jolien D'Hoore   | 36 points                      | 17 août |
| Judo                    | Moins de 73 kg hommes | Dirk Van Tichelt | gagne par ippon contre Ungvári | 8 août  |

## Athlétisme

### Hommes

#### Courses
| Athlète                                                 | Épreuve               | Séries         | Séries | Quarts de finale | Quarts de finale | Demi-finales  | Demi-finales | Finale          | Finale |
| Athlète                                                 | Épreuve               | Temps          | Rang   | Temps            | Rang             | Temps         | Rang         | Temps           | Rang   |
| ------------------------------------------------------- | --------------------- | -------------- | ------ | ---------------- | ---------------- | ------------- | ------------ | --------------- | ------ |
| Jonathan Borlée                                         | 400 mètres            | 46 s 01        | 32e    | N/A              | N/A              | NQ            | NQ           | NQ              | NQ     |
| Kévin Borlée                                            | 400 mètres            | 45 s 90        | 28e    | N/A              | N/A              | NQ            | NQ           | NQ              | NQ     |
| Michaël Bultheel                                        | 400 mètres haies      | 49 s 37        | 21e    | N/A              | N/A              | NQ            | NQ           | NQ              | NQ     |
| Pieter-Jan Hannes                                       | 1 500 mètres          | 3 min 38 s 89  | 8e     | N/A              | N/A              | 3 min 43 s 71 | 12e          | NQ              | NQ     |
| Jeroen D'hoedt                                          | 3 000 mètres steeple  | 8 min 48 s 29  | 37e    | N/A              | N/A              | N/A           | N/A          | NQ              | NQ     |
| Bashir Abdi                                             | 5000 mètres           | 13 min 42 s 83 | 16e    | N/A              | N/A              | N/A           | N/A          | NQ              | NQ     |
| Bashir Abdi                                             | 10 000 mètres         | N/A            | N/A    | N/A              | N/A              | N/A           | N/A          | 28 min 01 s 49  | 20e    |
| Jonathan Borlée Kévin Borlée Dylan Borlée Julien Watrin | 4 × 400 mètres hommes | 2 min 59 s 25  | 1e     | N/A              | N/A              | N/A           | N/A          | 2 min 58 s 52   | 4e     |
| Florent Caelen                                          | Marathon              | N/A            | N/A    | N/A              | N/A              | N/A           | N/A          | 2 h 17 min 59 s | 44e    |
| Willem Van Schuerbeeck                                  | Marathon              | N/A            | N/A    | N/A              | N/A              | N/A           | N/A          | 2 h 18 min 56 s | 56e    |
| Koen Naert                                              | Marathon              | N/A            | N/A    | N/A              | N/A              | N/A           | N/A          | 2 h 14 min 53 s | 22e    |

#### Concours
| Athlètes       | Épreuve          | Qualifications | Qualifications | Finales  | Finales |
| Athlètes       | Épreuve          | Distance       | Rang           | Distance | Rang    |
| -------------- | ---------------- | -------------- | -------------- | -------- | ------- |
| Philip Milanov | Lancer du disque | 62,68 m        | 12e            | 62,22 m  | 9e      |

#### Combinés - Décathlon
| Athlète                 | Épreuve  | 100 m   | SL     | LP      | SH     | 400 m   | 110 m haies | LD      | SP     | LJ      | 1 500 m       | Total | Rang |
| ----------------------- | -------- | ------- | ------ | ------- | ------ | ------- | ----------- | ------- | ------ | ------- | ------------- | ----- | ---- |
| Thomas Van der Plaetsen | Résultat | 11 s 24 | 7,66 m | 12,84 m | 2,16 m | 49 s 63 | 15 s 01     | 43,58 m | 5,40 m | 62,09 m | 4 min 34 s 21 | 8 332 | 8e   |
| Thomas Van der Plaetsen | Points   | 808     | 975    | 657     | 953    | 832     | 848         | 738     | 1035   | 769     | 717           | 8 332 | 8e   |

### Femmes

#### Courses
| Athlètes          | Épreuves         | Séries         | Séries | Quarts de finale | Quarts de finale | Demi-finales    | Demi-finales | Finales         | Finales |
| Athlètes          | Épreuves         | Temps          | Rang   | Temps            | Rang             | Temps           | Rang         | Temps           | Rang    |
| ----------------- | ---------------- | -------------- | ------ | ---------------- | ---------------- | --------------- | ------------ | --------------- | ------- |
| Anne Zagré        | 100 mètres haies | 12 s 85        | 2e     | N/A              | N/A              | DQ              | DQ           | NQ              | NQ      |
| Cynthia Bolingo   | 200 mètres       | 23 s 98        | 63e    | NQ               | NQ               | NQ              | NQ           | NQ              | NQ      |
| Olivia Borlée     | 200 mètres       | 23 s 53        | 54e    | NQ               | NQ               | NQ              | NQ           | NQ              | NQ      |
| Axelle Dauwens    | 400 mètres haies | 57 s 68        | 36e    | NQ               | NQ               | NQ              | NQ           | NQ              | NQ      |
| Renée Eykens      | 800 mètres       | 2 min 00 s 00  | 4e     | N/A              | N/A              | 2 h 00 min 45 s | 5e           | NQ              | NQ      |
| Louise Carton     | 5000 mètres      | 15 min 34 s 39 | 11e    | N/A              | N/A              | N/A             | N/A          | NQ              | NQ      |
| Veerle Dejaeghere | Marathon         | N/A            | N/A    | N/A              | N/A              | N/A             | N/A          | 2 h 37 min 39 s | 47e     |
| Els Rens          | Marathon         | N/A            | N/A    | N/A              | N/A              | N/A             | N/A          | 2 h 45 min 52 s | 84e     |
| Manuela Soccol    | Marathon         | N/A            | N/A    | N/A              | N/A              | N/A             | N/A          | 2 h 44 min 18 s | 74e     |

#### Concours
Le 16 août 2016, déjà médaillée d'or en heptathlon, Nafissatou Thiam déclare forfait pour le concours de la hauteur.
| Athlètes         | Épreuves        | Qualifications | Qualifications | Finale   | Finale |
| Athlètes         | Épreuves        | Distance       | Rang           | Distance | Rang   |
| ---------------- | --------------- | -------------- | -------------- | -------- | ------ |
| Nafissatou Thiam | Saut en hauteur | DNS            | DNS            | NQ       | NQ     |

#### Combinés - Heptathlon
5 records personnels et un record du monde sont battus lors de cet heptathlon pour l'athlète belge : 13 s 56 en 100 mètres haies, 1,98 m en saut en hauteur (RM) , 6,58 m en saut en longueur, 53,13 m en lancer du javelot et enfin 2 min 16 s 54 en 800 m.
| Athlètes         | Épreuve  | 100 m haies | SH     | LP      | 200 m   | SL     | LJ      | 800 m         | Total | Rang |
| ---------------- | -------- | ----------- | ------ | ------- | ------- | ------ | ------- | ------------- | ----- | ---- |
| Nafissatou Thiam | Résultat | 13 s 56     | 1,98 m | 14,91 m | 25 s 10 | 6,58 m | 53,13 m | 2 min 16 s 54 | 6810  | 1re  |
| Nafissatou Thiam | Points   | 1 041       | 1 211  | 855     | 878     | 1 033  | 921     | 871           | 6810  | 1re  |
| Nafissatou Thiam | Rang     | 12e         | 1re    | 1re     | 24e     | 1re    | 3e      | 19e           | 6810  | 1re  |

## Aviron
Légende: FA = finale A (médaille) ; FB = finale B (pas de médaille) ; FC = finale C (pas de médaille) ; FD = finale D (pas de médaille) ; FE = finale E (pas de médaille) ; FF = finale F (pas de médaille) ; SA/B = demi-finales A/B ; SC/D = demi-finales C/D ; SE/F = demi-finales E/F ; QF = quarts de finale; R= repêchage
| Athlète       | Compétition    | Séries        | Séries | Repêchages | Repêchages | Quarts de Finale | Quarts de Finale | Demi-Finale   | Demi-Finale | Finale        | Finale |
| Athlète       | Compétition    | Temps         | Rang   | Temps      | Rang       | Temps            | Rang             | Temps         | Rang        | Temps         | Rang   |
| ------------- | -------------- | ------------- | ------ | ---------- | ---------- | ---------------- | ---------------- | ------------- | ----------- | ------------- | ------ |
| Hannes Obreno | Skiff masculin | 7 min 09 s 06 | 1 QF   | exempt     | exempt     | 6 min 48 s 90    | 1 SA/B           | 7 min 06 s 76 | 3 FA        | 6 min 47 s 42 | 4      |

## Badminton
| Athlète    | Compétition   | Phase de groupes                    | Phase de groupes           | Phase de groupes        | Phase de groupes | 1/8e de finale   | Quarts de finale | Demi-finales     | Finale           | Finale   |
| Athlète    | Compétition   | Adversaire Score                    | Adversaire Score           | Adversaire Score        | Rang             | Adversaire Score | Adversaire Score | Adversaire Score | Adversaire Score | Rang     |
| ---------- | ------------- | ----------------------------------- | -------------------------- | ----------------------- | ---------------- | ---------------- | ---------------- | ---------------- | ---------------- | -------- |
| Yuhan Tan  | Simple hommes | battu par Zilberman 20-22, 12-21    | battu par Chou 14-21, 8-21 | exempt                  | 3e Gr. C         | Éliminé          | Éliminé          | Éliminé          | Éliminé          | Éliminé  |
| Lianne Tan | Simple dames  | battue par Wang 17-21, 22-20, 14-21 | battue par Li 11-21, 11-21 | bat Santos 21-16, 21-18 | 3e Gr. E         | Éliminée         | Éliminée         | Éliminée         | Éliminée         | Éliminée |

## Canoë-kayak

### Course en ligne
| Athlète       | Compétition           | Éliminatoires  | Éliminatoires | Demi-finales   | Demi-finales | Finale A | Finale A | Finale B       | Finale B |
| Athlète       | Compétition           | Temps          | Rang          | Temps          | Rang         | Temps    | Rang     | Temps          | Rang     |
| ------------- | --------------------- | -------------- | ------------- | -------------- | ------------ | -------- | -------- | -------------- | -------- |
| Artuur Peters | K1 1000 mètres hommes | 3 min 34 s 781 | 5e            | 3 min 37 s 586 | 13e          | NQ       | NQ       | 3 min 33 s 521 | 3e       |

## Cyclisme

### Cyclisme sur route

#### Hommes
| Athlète           | Compétition      | Temps              | Rang |
| ----------------- | ---------------- | ------------------ | ---- |
| Philippe Gilbert  | Course en ligne  | 6 h 23 min 23 s    | 42e  |
| Laurens De Plus   | Course en ligne  | DNF                | -    |
| Greg Van Avermaet | Course en ligne  | 6 h 10 min 05 s    | 1er  |
| Serge Pauwels     | Course en ligne  | 6 h 16 min 17 s    | 22e  |
| Tim Wellens       | Course en ligne  | DNF                | -    |
| Tim Wellens       | Contre-la-montre | 1 h 16 min 49 s 71 | 20e  |

#### Femmes
| Athlète          | Compétition      | Temps           | Rang |
| ---------------- | ---------------- | --------------- | ---- |
| Ann-Sophie Duyck | Course en ligne  | DNF             | -    |
| Ann-Sophie Duyck | Contre-la-montre | 48 min 17 s 60  | 23e  |
| Lotte Kopecky    | Course en ligne  | 4 h 02 min 07 s | 45e  |
| Lotte Kopecky    | Contre-la-montre | 48 min 09 s 86  | 21e  |
| Anisha Vekemans  | Course en ligne  | 3 h 58 min 03 s | 29e  |

### Cyclisme sur piste

#### Omnium
| Athlète         | Compétition   | Scratch | Poursuite      | Poursuite | Élimination | Contre-la-montre | Contre-la-montre | Tour lancé | Tour lancé | Course aux points | Course aux points | Total | Rang |
| Athlète         | Compétition   | Rang    | Temps          | Rang      | Rang        | Temps            | Rang             | Temps      | Rang       | Points            | Rang              | Total | Rang |
| --------------- | ------------- | ------- | -------------- | --------- | ----------- | ---------------- | ---------------- | ---------- | ---------- | ----------------- | ----------------- | ----- | ---- |
| Jasper De Buyst | Omnium hommes | 18e     | 4 min 36 s 246 | 16e       | 15e         | DNS              | 18e              |            |            |                   |                   | DNF   | 18e  |
| Jolien D'Hoore  | Omnium femmes | 3e      | 3 min 30 s 202 | 3e        | 2e          | 35 s 326         | 4e               | 14 s 195   | 7e         | 27                | 8e                | 199   | 3e   |

### VTT
| Athlète         | Compétition              | Temps           | Rang |
| --------------- | ------------------------ | --------------- | ---- |
| Ruben Scheire   | Cross-country VTT hommes | 1 h 37 min 36 s | 11e  |
| Jens Schuermans | Cross-country VTT hommes | 1 h 39 min 30 s | 18e  |
| Githa Michiels  | Cross-country VTT femmes | 1 h 40 min 23 s | 21e  |

### BMX
| Athlète      | Compétition | Qualifications | Qualifications | Demi-finales | Demi-finales | Finale   | Finale |
| Athlète      | Compétition | Résultat       | Rang           | Résultat     | Rang         | Résultat | Rang   |
| ------------ | ----------- | -------------- | -------------- | ------------ | ------------ | -------- | ------ |
| Elke Vanhoof | BMX femmes  | 35 s 325       | 6e             | 13 pts       | 3e           | 39 s 538 | 6e     |

## Équitation

### Concours complet
| Athlète           | Cheval                 | Compétition                 | Dressage  | Dressage | Cross-country | Cross-country | Cross-country | Saut d'obstacles | Saut d'obstacles | Saut d'obstacles | Saut d'obstacles | Total    | Total    |
| Athlète           | Cheval                 | Compétition                 | Dressage  | Dressage | Cross-country | Cross-country | Cross-country | Qualifications   | Qualifications   | Qualifications   | Finale           | Total    | Total    |
| Athlète           | Cheval                 | Compétition                 | Pénalités | Rang     | Pénalités     | Total         | Rang          | Pénalités        | Total            | Rang             | Pénalités        | Total    | Rang     |
| ----------------- | ---------------------- | --------------------------- | --------- | -------- | ------------- | ------------- | ------------- | ---------------- | ---------------- | ---------------- | ---------------- | -------- | -------- |
| Karin Donckers    | Fletcha van 't Verahof | Concours complet individuel | 41,10     | 7e       | Eliminée      | Eliminée      | Eliminée      | Eliminée         | Eliminée         | Eliminée         | Eliminée         | Eliminée | Eliminée |
| Joris Vanspringel | Lully Des Aulnes       | Concours complet individuel | 54,30     | 52e      | 21,60         | 75,90         | 26e           | 8,00             | 83,90            | 25e              | 4,00             | 87,90    | 24e      |

### Dressage
| Athlète         | Cheval | Compétition         | Grand Prix | Grand Prix | Grand Prix - Spécial | Grand Prix - Spécial | Grand Prix - Libre | Grand Prix - Libre | Total | Total |
| Athlète         | Cheval | Compétition         | Score      | Rang       | Score                | Rang                 | Score              | Rang               | Score | Rang  |
| --------------- | ------ | ------------------- | ---------- | ---------- | -------------------- | -------------------- | ------------------ | ------------------ | ----- | ----- |
| Jorinde Verwimp | Tiamo  | Dressage individuel | 70,771     | 35e        | NQ                   | NQ                   | NQ                 | NQ                 | NQ    | NQ    |

### Saut d'obstacles
Normalement éliminé, Jérôme Guery est repêché pour la finale. En effet, l'Allemagne et la Suisse avaient classé 4 cavaliers dans les 35 participants à la finale, celle-ci n'étant accessible que pour 3 athlètes par comité national olympique.
| Athlète             | Cheval                     | Compétition                                                   | Qualification | Qualification | Qualification | Qualification | Qualification | Qualification | Qualification | Qualification | Finale      | Finale      | Finale      | Finale      | Finale      | Finale      |
| Athlète             | Cheval                     | Compétition                                                   | 1er tour      | 1er tour      | 2e tour       | 2e tour       | 2e tour       | 3e tour       | 3e tour       | 3e tour       | Finale A    | Finale A    | Finale B    | Finale B    | Total       | Total       |
| Athlète             | Cheval                     | Compétition                                                   | Pénalités     | Rang          | Pénalités     | Total         | Rang          | Pénalités     | Total         | Rang          | Pénalités   | Rang        | Pénalités   | Rang        | Pénalités   | Rang        |
| ------------------- | -------------------------- | ------------------------------------------------------------- | ------------- | ------------- | ------------- | ------------- | ------------- | ------------- | ------------- | ------------- | ----------- | ----------- | ----------- | ----------- | ----------- | ----------- |
| Jérôme Guéry        | Grand Cru van de Rozenberg | Saut d'obstacles individuel aux Jeux olympiques d'été de 2016 | 0             | 1er           | 10            | 10            |               | 5             | 15            | 37e           | 8           | 28e         | NQ          | NQ          | NQ          | NQ          |
| Nicola Philippaerts | H&M Zilverstar T           | Saut d'obstacles individuel aux Jeux olympiques d'été de 2016 | Disqualifié   | Disqualifié   | Disqualifié   | Disqualifié   | Disqualifié   | Disqualifié   | Disqualifié   | Disqualifié   | Disqualifié | Disqualifié | Disqualifié | Disqualifié | Disqualifié | Disqualifié |

## Escrime
| Athlète            | Compétition               | 1/32 de finale      | 1/16 de finale           | 1/8 de finale    | Quart de finale  | Demi-finale      | Médaille de bronze Classement (5-8) | Médaille de bronze Classement (5-8) | Finale           | Finale |
| Athlète            | Compétition               | Adversaire Score    | Adversaire Score         | Adversaire Score | Adversaire Score | Adversaire Score | Adversaire Score                    | Rang                                | Adversaire Score | Rang   |
| ------------------ | ------------------------- | ------------------- | ------------------------ | ---------------- | ---------------- | ---------------- | ----------------------------------- | ----------------------------------- | ---------------- | ------ |
| Seppe Van Holsbeke | Sabre masculin individuel | Eli Dershwitz 15-12 | Tiberiu Dolniceanu 13-15 | NQ               | NQ               | NQ               | NQ                                  | NQ                                  | NQ               | NQ     |

## Golf
| Athlète           | Compétition      | Jour 1 | Jour 1 | Jour 2 | Jour 2 | Jour 3 | Jour 3 | Jour 4 | Jour 4 |
| Athlète           | Compétition      | Score  | Rang   | Score  | Rang   | Score  | Rang   | Score  | Rang   |
| ----------------- | ---------------- | ------ | ------ | ------ | ------ | ------ | ------ | ------ | ------ |
| Nicolas Colsaerts | Tournoi masculin | -3     | 9e     | 0      | 14e    | 0      | 14e    | -1     | 30e    |
| Thomas Pieters    | Tournoi masculin | -4     | 4e     | -5     | 2e     | +6     | 14e    | -9     | 4e     |
| Chloé Leurquin    | Tournoi féminin  | +8     | 56e    | +7     | 58e    | 0      | 13e    | +4     | 49e    |

## Gymnastique

### Gymnastique artistique

#### Hommes
Finales individuelles :
| Athlète         | Compétition | Finale | Finale | Finale | Finale | Finale | Finale | Finale | Finale |
| Athlète         | Compétition | S      | CA     | A      | SC     | BF     | BP     | Total  | Rang   |
| --------------- | ----------- | ------ | ------ | ------ | ------ | ------ | ------ | ------ | ------ |
| Dennis Goossens | anneaux     | /      | /      | 6,600  | /      | /      | /      | 6,600  | 8e     |

#### Femmes
À la suite de la blessure d'Axelle Klinckaert trois semaines avant le début des jeux, celle-ci est remplacée par Rune Hermans.
| Athlète      | Compétition | Qualifications | Qualifications | Qualifications | Qualifications | Qualifications | Qualifications | Finale   | Finale   | Finale   | Finale   | Finale | Finale |
| Athlète      | Compétition | Appareil       | Appareil       | Appareil       | Appareil       | Total          | Rang           | Appareil | Appareil | Appareil | Appareil | Total  | Rang   |
| Athlète      | Compétition | S              | SC             | P              | BA             | Total          | Rang           | S        | SC       | P        | BA       | Total  | Rang   |
| ------------ | ----------- | -------------- | -------------- | -------------- | -------------- | -------------- | -------------- | -------- | -------- | -------- | -------- | ------ | ------ |
| Senna Deriks | individuel  | Réserver       | 14,000         | Réserver       | 13,533         |                |                |          |          |          |          |        |        |
| Nina Derwael | individuel  | 13,533         | 13,900         | 13,966         | 15,133         | 56,532         | 21             | 13,733   | 13,966   | 13,300   | 15,300   | 56,299 | 19e    |
| Rune Hermans | individuel  | 13,900         | 13,133         | 13,700         | 13,775         | 54,508         | 34             |          |          |          |          |        |        |
| Gaëlle Mys   | individuel  | 13,566         | 14,133         | 13,833         | Réserver       |                |                |          |          |          |          |        |        |
| Laura Waem   | individuel  | 13,366         | Réserver       | 13,966         | 14,133         |                |                |          |          |          |          |        |        |

### Équipes
| Athlète                                                      | Compétition | Qualifications | Qualifications | Qualifications | Qualifications | Qualifications | Qualifications | Finales  | Finales  | Finales  | Finales  | Finales | Finales |
| Athlète                                                      | Compétition | Appareil       | Appareil       | Appareil       | Appareil       | Total          | Rang           | Appareil | Appareil | Appareil | Appareil | Total   | Rang    |
| Athlète                                                      | Compétition | S              | SC             | P              | BA             | Total          | Rang           | S        | SC       | P        | BA       | Total   | Rang    |
| ------------------------------------------------------------ | ----------- | -------------- | -------------- | -------------- | -------------- | -------------- | -------------- | -------- | -------- | -------- | -------- | ------- | ------- |
| Senna Deriks Nina Derwael Rune Hermans Gaëlle Mys Laura Waem | femmes      | 40,999         | 42,033         | 41,765         | 43,041         | 167,838        | 12             | NQ       | NQ       | NQ       | NQ       | NQ      | NQ      |

## Hockey
| Sélectionneur     | Sélectionneur        | Shane Mcleod             | Shane Mcleod | Shane Mcleod                |
| N°                | Nom                  | Date de naissance et âge | Sél. (buts)  | Club                        |
| Gardien de but    |                      |                          |              |                             |
| 13                | Vincent Vanasch      | 21 décembre 1987         | 1,86 m       | Waterloo Ducks              |
| Défenseur         |                      |                          |              |                             |
| 1                 | Gauthier Boccard     | 26 août 1991             | 1,80 m       | Waterloo Ducks              |
| 10                | Loick Luypaert       | 19 août 1991             | 1,83 m       | Braxgata Hockey Club        |
| 11                | Emmanuel Stockbroekx | 23 décembre 1993         | 1,89 m       | HC Bloemendaal              |
| 15                | Arthur Van Doren     | 1er octobre 1994         | 1,78 m       | KHC Dragons                 |
| 16                | Elliot Van Strydonck | 21 juillet 1988          | 1,85 m       | Royal Léopold Club          |
| Milieu de terrain |                      |                          |              |                             |
| 6                 | Felix Denayer        | 31 janvier 1990          | 1,90 m       | KHC Dragons                 |
| 8                 | John-John Dohmen     | 24 janvier 1988          | 1,74 m       | Waterloo Ducks              |
| 9                 | Simon Gougnard       | 17 janvier 1991          | 1,87 m       | Racing Club de Bruxelles    |
| 12                | Jérôme Truyens       | 4 août 1987              | 1,78 m       | Racing Club de Bruxelles    |
| Buteur            |                      |                          |              |                             |
| 4                 | Cédric Charlier      | 27 novembre 1987         | 1,82 m       | Racing Club de Bruxelles    |
| 5                 | Tanguy Cosyns        | 29 juin 1991             | 1,74 m       | Royal Daring Hockey Club    |
| 7                 | Sébastien Dockier    | 26 août 1989             | 1,75 m       | Hockeyclub 's-Hertogenbosch |
| 14                | Florent Van Aubel    | 25 octobre 1991          | 1,78 m       | KHC Dragons                 |

### Tournoi masculin
Classée parmi les trois premiers pays participant aux demi-finales de la Ligue mondiale de hockey sur gazon masculin 2014-2015, la Belgique est qualifiée directement.
Phases de poule

#### Classement
| Rang | Équipe           | Pts | J | G | N | P | Bp | Bc | Diff |
| ---- | ---------------- | --- | - | - | - | - | -- | -- | ---- |
| 1    | Belgique         | 12  | 5 | 4 | 0 | 1 | 21 | 5  | +16  |
| 2    | Espagne          | 10  | 5 | 3 | 1 | 1 | 13 | 6  | +7   |
| 3    | Australie        | 9   | 5 | 3 | 0 | 2 | 13 | 4  | +9   |
| 4    | Nouvelle-Zélande | 7   | 5 | 2 | 1 | 2 | 17 | 8  | +9   |
| 5    | Grande-Bretagne  | 5   | 5 | 1 | 2 | 2 | 14 | 10 | +4   |
| 6    | Brésil           | 0   | 5 | 0 | 0 | 5 | 1  | 46 | -45  |

Matchs
| Pays                   | Équipe      | Score       | Équipe           | Pays                           |
| 6 août 2016            | 6 août 2016 | 6 août 2016 | 6 août 2016      | 6 août 2016                    |
| ---------------------- | ----------- | ----------- | ---------------- | ------------------------------ |
| Drapeau de la Belgique | Belgique    | 4 - 1       | Grande-Bretagne  | Drapeau de la Grande-Bretagne  |
| 7 août 2016            |             |             |                  |                                |
| Drapeau du Brésil      | Brésil      | 0 - 12      | Belgique         | Drapeau de la Belgique         |
| 9 août 2016            |             |             |                  |                                |
| Drapeau de la Belgique | Belgique    | 1 - 0       | Australie        | Drapeau de l'Australie         |
| 11 août 2016           |             |             |                  |                                |
|                        | Espagne     | 1 - 3       | Belgique         |                                |
| 12 août 2016           |             |             |                  |                                |
| Drapeau de la Belgique | Belgique    | 1 - 3       | Nouvelle-Zélande | Drapeau de la Nouvelle-Zélande |
| 14 août 2016           |             |             |                  |                                |
| Quart de finale        |             |             |                  |                                |
|                        | Belgique    | 3 - 1       | Inde             |                                |
| 16 août 2016           |             |             |                  |                                |
| Demi-finale            |             |             |                  |                                |
|                        | Belgique    | 3 - 1       | Pays-Bas         |                                |
| 18 août 2016           |             |             |                  |                                |
| Finale                 |             |             |                  |                                |
|                        | Belgique    | 2 - 4       | Argentine        |                                |

## Judo
| Athlète            | Compétition     | 1/32 de finale         | 1/16 de finale          | 1/8 de finale             | Quart de finale       | Demi-finale         | Repêchages 1        | Repêchages 2         | Finale              | Finale |
| Athlète            | Compétition     | Adversaire Résultat    | Adversaire Résultat     | Adversaire Résultat       | Adversaire Résultat   | Adversaire Résultat | Adversaire Résultat | Adversaire Résultat  | Adversaire Résultat | Rang   |
| ------------------ | --------------- | ---------------------- | ----------------------- | ------------------------- | --------------------- | ------------------- | ------------------- | -------------------- | ------------------- | ------ |
| Charline Van Snick | Moins de 48 kg  | N/A                    | Monica Ungureanu 100-0  | Sarah Menezes 0-1         | NQ                    | NQ                  | NQ                  | NQ                   | NQ                  | 9e     |
| Jasper Lefevere    | Moins de 66 kg  | Zhansay Smagulov 0s3-0 | NQ                      | NQ                        | NQ                    | NQ                  | NQ                  | NQ                   | NQ                  | 33e    |
| Dirk Van Tichelt   | Moins de 73 kg  | N/A                    | Morad Zemouri 100-0     | An Chang-rim 10s3-0s2     | Denis Iartcev 11s2-10 | Shohei Ōno 0s1-111  | N/A                 | Miklos Ungvari 100-0 | NQ                  | 3e     |
| Joachim Bottieau   | Moins de 81 kg  | N/A                    | Matteo Marconcini 0s1-0 | NQ                        | NQ                    | NQ                  | NQ                  | NQ                   | NQ                  | 17e    |
| Toma Nikiforov     | Moins de 100 kg | N/A                    | Javad Mahjoub 100s1-0s2 | Beka Gviniashvili 0s1-101 | NQ                    | NQ                  | NQ                  | NQ                   | NQ                  | 9e     |

## Natation

### Hommes
| Athlète(s)                                                      | Épreuve                  | Séries        | Séries | Demi-finales  | Demi-finales | Finales       | Finales |
| Athlète(s)                                                      | Épreuve                  | Temps         | Rang   | Temps         | Rang         | Temps         | Rang    |
| --------------------------------------------------------------- | ------------------------ | ------------- | ------ | ------------- | ------------ | ------------- | ------- |
| Jasper Aerents                                                  | 50 mètres nage libre     | 22 s 61       | 39e    | NQ            | NQ           | NQ            | NQ      |
| François Heersbrandt                                            | 50 mètres nage libre     | 22 s 58       | 38e    | NQ            | NQ           | NQ            | NQ      |
| Pieter Timmers                                                  | 100 mètres nage libre    | 48 s 46       | 9e     | 48 s 14       | 6e           | 47 s 80       | 2e      |
| Louis Croenen                                                   | 200 mètres papillon      | 1 min 56 s 48 | 14e    | 1 min 56 s 03 | 8e           | 1 min 57 s 04 | 8e      |
| Glenn Surgeloose                                                | 200 mètres nage libre    | 1 min 47 s 19 | 17e    | 1 min 47 s 36 | 14e          | NQ            | NQ      |
| Emmanuel Vanluchene                                             | 200 mètres 4 nages       | 2 min 01 s 36 | 23e    | NQ            | NQ           | NQ            | NQ      |
| Basten Caerts                                                   | 200 mètres brasse        | 2 min 13 s 44 | 32e    | NQ            | NQ           | NQ            | NQ      |
| Glenn Surgeloose Jasper Aerents Dieter Dekoninck Pieter Timmers | 4 × 100 mètre nage libre | 3 min 14 s 16 | 7e     | N/A           | N/A          | 3 min 13 s 57 | 6e      |
| Glenn Surgeloose Louis Croenen Pieter Timmers Dieter Dekoninck  | 4 × 200 mètre nage libre | 7 min 08 s 72 | 7e     | N/A           | N/A          | 7 min 11 s 64 | 8e      |

### Femmes
| Athlète        | Compétition         | Séries        | Séries | Demi-finales | Demi-finales | Finales | Finales |
| Athlète        | Compétition         | Temps         | Rang   | Temps        | Rang         | Temps   | Rang    |
| -------------- | ------------------- | ------------- | ------ | ------------ | ------------ | ------- | ------- |
| Kimberly Buys  | 100 mètres papillon | 57 s 91       | 12e    | 58 s 63      | 14e          | NQ      | NQ      |
| Fanny Lecluyse | 100 mètres brasse   | 1 min 08 s 80 | 28e    | NQ           | NQ           | NQ      | NQ      |
| Fanny Lecluyse | 200 mètres brasse   | 2 min 27 s 16 | 17e    | NQ           | NQ           | NQ      | NQ      |

## Taekwondo
La Belgique a qualifié deux athlètes pour la compétition de taekwondo. Lors du tournoi européen de qualification olympique 2015, à Istanbul, Raheleh Asemani faisant partie de l'aile flamande de taekwondo gagne sa place. Reconnue comme réfugiée et combattant actuellement sous le pavillon olympique, elle a demandé à obtenir la nationalité belge. En avril, celle-ci est naturalisée belge.
Légende : GP : Victoire par Golden Point (point en or)
| Athlète          | Compétition | Huitièmes de finale        | Quarts de finale  | Demi-finales           | Repêchage 1         | Repêchage 2             | Finale           | Finale |
| Athlète          | Compétition | Adversaire Score           | Adversaire Score  | Adversaire Score       | Adversaire Score    | Adversaire Score        | Adversaire Score | Rang   |
| ---------------- | ----------- | -------------------------- | ----------------- | ---------------------- | ------------------- | ----------------------- | ---------------- | ------ |
| Jaouad Achab     | -68 kg      | Maxemillion Kassman 15 - 1 | Karol Robak 9 - 7 | Alexey Denisenko 1 - 6 | N/A                 | Daehoon Lee 7 - 11      | NQ               | 4e     |
| Si Mohamed Ketbi | -58 kg      | Safwan Khalil 1 - 8        | NQ                | NQ                     | NQ                  | NQ                      | NQ               | NQ     |
| Raheleh Asemani  | -57 kg      | Carolena Carstens 13 - 1   | Jade Jones 2 - 7  | NQ                     | Naima Bakkal 12 - 0 | Hedaya Wahba 0 - 1 (GP) | NQ               | 4e     |

## Tennis
| Athlète                             | Compétition      | 1er tour                                            | 2e tour                                               | 3e tour                  | Quarts de finale | Demi-finales     | Finale           | Rang |
| Athlète                             | Compétition      | Adversaire Score                                    | Adversaire Score                                      | Adversaire Score         | Adversaire Score | Adversaire Score | Adversaire Score | Rang |
| ----------------------------------- | ---------------- | --------------------------------------------------- | ----------------------------------------------------- | ------------------------ | ---------------- | ---------------- | ---------------- | ---- |
| Kirsten Flipkens                    | Simple dames     | Venus Williams 4-6, 6-3, 7-6 (7/5)                  | Lucie Šafářová 6-2, abandon                           | Laura Siegemund 6-4, 6-3 | NQ               | NQ               | NQ               |      |
| Yanina Wickmayer                    | Simple dames     | Barbora Strýcová 7-6, 6-1                           | NQ                                                    | NQ                       | NQ               | NQ               | NQ               |      |
| Kirsten Flipkens / Yanina Wickmayer | Double dames     | Yaroslava Shvedova / Galina Voskoboeva 6-1, abandon | Garbine Muguruza / Carla Suarez Navarro 7-5, 2-6, 6-2 | NQ                       | NQ               | NQ               | NQ               |      |
| David Goffin                        | Simple messieurs | Sam Groth 6-4, 6-2                                  | Dudi Sela 6-3,6-3                                     | Thomaz Bellucci 7-6, 6-4 | NQ               | NQ               | NQ               |      |

## Tir
| Athlète       | Compétition | Qualifications | Qualifications | Finale | Finale |
| Athlète       | Compétition | Points         | Rang           | Points | Rang   |
| ------------- | ----------- | -------------- | -------------- | ------ | ------ |
| Maxime Mottet | Trap hommes | 116            | 10e            | NQ     | NQ     |

## Tir à l'arc
| Athlète         | Compétition         | Tour préliminaire | Tour préliminaire | 1er tour         | 2e tour          | 3e tour          | Quarts de finale | Demi-finales     | Finale           | Finale |
| Athlète         | Compétition         | Score             | Rang              | Adversaire Score | Adversaire Score | Adversaire Score | Adversaire Score | Adversaire Score | Adversaire Score | Rang   |
| --------------- | ------------------- | ----------------- | ----------------- | ---------------- | ---------------- | ---------------- | ---------------- | ---------------- | ---------------- | ------ |
| Robin Ramaekers | individuel masculin | 654               | 42e               | NQ               | NQ               | NQ               | NQ               | NQ               | NQ               | 17e    |

## Triathlon
Légende : LAP : Les athlètes ont été rattrapées par les leaders dans la partie cycliste. Elles sont donc éliminées.
| Athlète           | Compétition        | Natation (1,5 km) | Transition 1      | Vélo (40 km)          | Transition 2          | Course (10 km)        | Temps           | Résultat |
| ----------------- | ------------------ | ----------------- | ----------------- | --------------------- | --------------------- | --------------------- | --------------- | -------- |
| Jelle Geens       | Triathlon masculin | 18 min 36 s - 49e | 19 min 25 s - 49e | 1 h 18 min 39 s - 47e | 1 h 19 min 16 s - 42e | 1 h 52 min 05 s - 38e | 1 h 52 min 05 s | 38e      |
| Marten Van Riel   | Triathlon masculin | 17 min 27 s - 11e | 18 min 16 s - 11e | 1 h 13 min 19 s - 9e  | 1 h 13 min 53 s - 5e  | 1 h 46 min 03 s - 6e  | 1 h 46 min 03 s | 6e       |
| Claire Michel     | Triathlon féminin  | 21 min 11 s - 52e | 22 min 07 s - 51e | LAP                   | -                     | -                     | -               | LAP      |
| Katrien Verstuyft | Triathlon féminin  | 22 min 08 s - 54e | 23 min 08 s - 54e | LAP                   | -                     | -                     | -               | LAP      |

## Voile

### Hommes
| Athlète(s)                        | Compétition | Régate 1 | Régate 2 | Régate 3 | Régate 4 | Régate 5 | Régate 6 | Régate 7 | Régate 8 | Régate 9 | Régate 10 | Total net | Total net | Medal Race | Total | Rang |
| Athlète(s)                        | Compétition | Score    | Score    | Score    | Score    | Score    | Score    | Score    | Score    | Score    | Score     | Score     | Rang      | Score      | Total | Rang |
| --------------------------------- | ----------- | -------- | -------- | -------- | -------- | -------- | -------- | -------- | -------- | -------- | --------- | --------- | --------- | ---------- | ----- | ---- |
| Wannes van Laer                   | Laser       | 27       | 30       | 12       | 11       | 23       | 12       | 23       | 13       | 1        | 18        | 140       | 17e       | NQ         | 140   | 17e  |
| Yannick Lefèbvre Tom Pelsmaekerse | 49er        | 19       | 14       | 14       | 17       | 10       | 3        | 8        | 8        | 12       | 20        | 125       | 17e       | NQ         | 125   | 17e  |

### Femmes
| Athlète(s)    | Compétition  | Régate 1 | Régate 2 | Régate 3 | Régate 4 | Régate 5 | Régate 6 | Régate 7 | Régate 8 | Régate 9 | Régate 10 | Total net | Total net | Medal Race | Total | Rang |
| Athlète(s)    | Compétition  | Score    | Score    | Score    | Score    | Score    | Score    | Score    | Score    | Score    | Score     | Score     | Rang      | Score      | Total | Rang |
| ------------- | ------------ | -------- | -------- | -------- | -------- | -------- | -------- | -------- | -------- | -------- | --------- | --------- | --------- | ---------- | ----- | ---- |
| Evi Van Acker | Laser Radial | 2        | 12       | 2        | 29       | 16       | 15       | 11       | 2        | 1        | 5         | 95        | 4e        | 12         | 78    | 4e   |